# Kanada i olympiska vinterspelen 2010

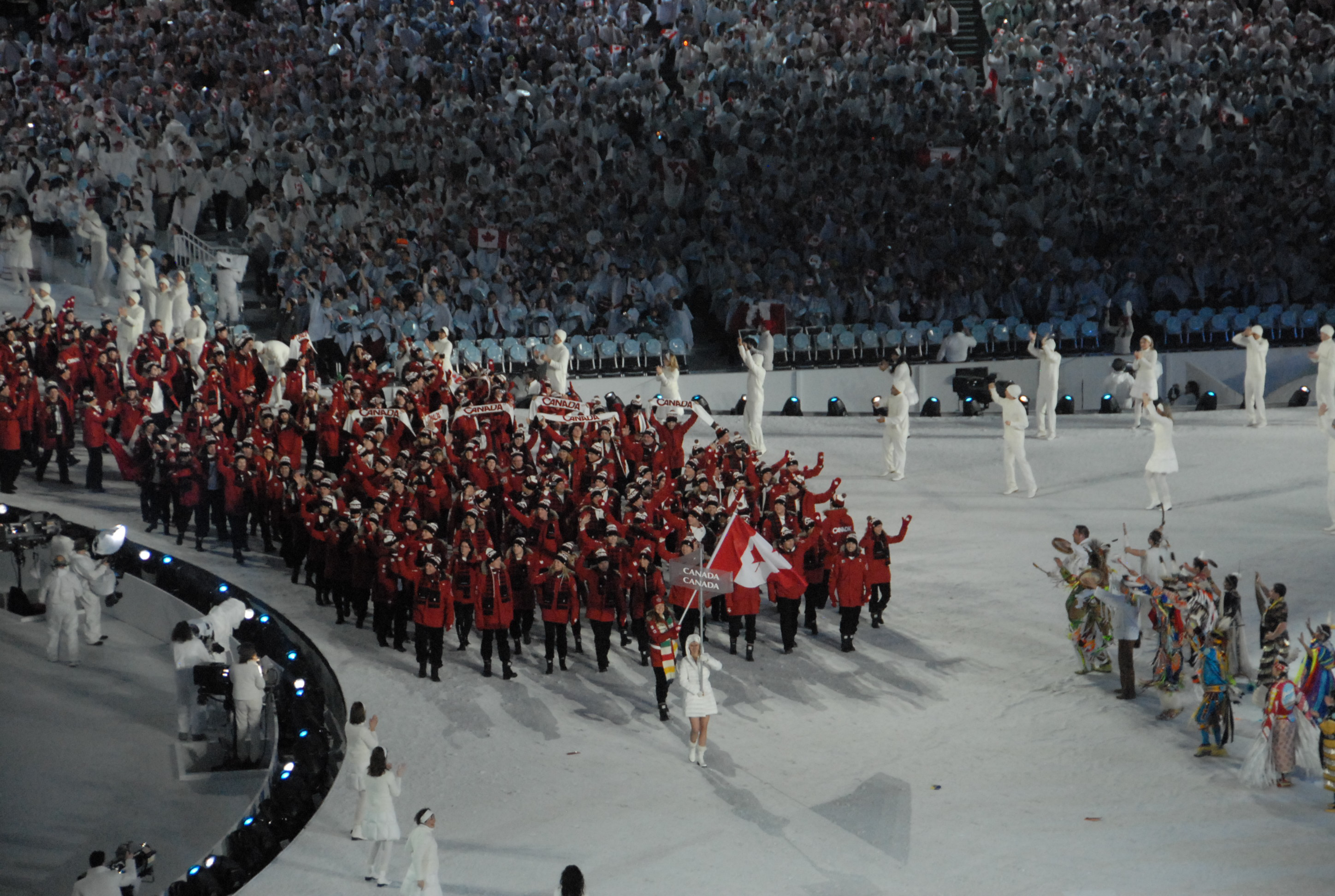
Kanadas lag under öppningsceremonin.

Kanada var värd för de olympiska vinterspelen 2010, och deltog med 206 tävlande i 15 sporter. Kanada blev också den nation som vann flest guldmedaljer, 14 stycken, och som kom trea totalt i antalet vunna medaljer.

## Medaljer

### Guld
- Freestyle
  - Puckelpist herrar: Alexandre Bilodeau
  - Skicross damer: Ashleigh McIvor
- Hastighetsåkning på skridskor
  - 1 000 m damer: Christine Nesbitt
  - Lagtempo herrar: Mathieu Giroux, Lucas Makowsky, Denny Morrison
- Skeleton
  - Herrar: Jon Montgomery
- Snowboard
  - Snowboardcross damer: Maelle Ricker
  - Parallellslalom herrar: Jasey-Jay Anderson
- Konståkning
  - Isdans: Tessa Virtue och Scott Moir
- Bob
  - Damer, dubbel:  Kaillie Humphries och Heather Moyse
- Ishockey
  - Damer: Kanadas damlandslag i ishockey
  - Herrar: Kanadas herrlandslag i ishockey
- Short track
  - 500 m herrar: Charles Hamelin
  - Stafett herrar: Charles Hamelin, François Hamelin, Olivier Jean, François-Louis Tremblay, Guillaume Bastille
- Curling
  - Herrar: Kevin Martin, John Morris, Marc Kennedy, Ben Hebert, Adam Enright

### Silver
- Freestyle
  - Puckelpist damer: Jennifer Heil
- Hastighetsåkning på skridskor
  - Damernas 1500 m: Kristina Groves
- Short track
  - 500 m damer: Marianne St-Gelais
- Snowboard
  - Snowboardcross herrar: Mike Robertson
- Shorttrack
  - Damer, stafett: 4 st
- Bobsleigh
  - Damer, 2 st:  Helen Upperton och Shelley-Ann Brown

### Brons
- Hastighetsåkning på skridskor
  - Damernas 3000 m: Kristina Groves
- Hastighetsåkning på skridskor
  - Damernas 5000 m: Clara Hughes
- Konståkning
  - Damer: Joannie Rochette